# Wauconda (Illinois)
Wauconda est un village du comté de Lake dans l'Illinois, aux États-Unis. Situé à l'est du comté, il est incorporé le 9 novembre 1877.

## Démographie
Lors du recensement de 2010, le village comptait une population de 13 603 habitants. Elle est estimée, en 2016, à 13 758 habitants.

## Source de la traduction
- (en) Cet article est partiellement ou en totalité issu de l’article de Wikipédia en anglais intitulé « Wauconda, Illinois » (voir la liste des auteurs).